# Thaumastopeus jampeanus
Thaumastopeus jampeanus är en skalbaggsart som beskrevs av Jakl 2008. Thaumastopeus jampeanus ingår i släktet Thaumastopeus och familjen Cetoniidae. Inga underarter finns listade i Catalogue of Life.